# ۲۷۹ (میلادی)
۲۷۹ (میلادی) دویست و هفتاد و نهمین سال تقویم میلادی است.

## درگذشتگان
‎